# 221st Street (métro de New York)
221st Street est une station terminus nord provisoire de la ligne IRT Broadway-Seventh Avenue Line du métro de New York. Ouverte le 12 mars 1906 elle est fermée le 14 janvier 1907, puis démontée. Le site de l'ancienne station est situé à l'intersection de Broadway et de la 221e rue, quartier Inwood, dans l'arrondissement de Manhattan à New York aux États-Unis.

## Situation sur le réseau

Plan du métro de New York (2009)

Établie en aérien, 221st Street, est en 1906-1907 la station terminus nord  de la branche de la première ligne IRT. Elle est située à proximité du chantier de construction du Broadway Bridge qui va permettre un prolongement vers le nord.

## Histoire
Le prolongement vers le nord, de la branche ouest de la première ligne du métro, de l'ancienne station terminus 157th Street à la nouvelle station 221st Street, terminus nord provisoire est ouvert à l'exploitation le 12 mars 1906,,. 
Cette extension est alors desservie par des navettes qui circulent entre la station 157th Street et le terminus 221st Street jusqu'au 30 mai 1906, date à laquelle les rames express débutent leurs circulations jusqu'au terminus 221st Street,.